# Louis Emmanuel Rey
Louis Emmanuel Rey (Grenoble, 22 de septiembre de 1768-París, 18 de junio de 1846) fue un militar francés, general de división.

## Biografía
A los 16 años, Rey ingresó en el 75.º Regimiento de Infantería. En 1791, sirviendo en el mismo regimiento, fue ascendido a sargento mayor y en 1792 a teniente. Participó en la campaña de Italia, en la que se distinguió hasta tal punto que Napoleón Bonaparte le nombró comandante del ejército en el año IV y le ascendió a general de brigada.
Dirigió el campamento de campaña de Lyon y organizó la formación de las medias brigadas que pasaron de estar destinadas en la Vendée al Ejéricito de Italia.
Durante el Primer Imperio francés, participó en las campañas de Austria, Prusia y Polonia. En 1808, fue trasladado al 7.º Cuerpo en España como jefe del Estado Mayor. Sufrió una derrota en 1813 en el sitio de San Sebastián, plaza que defendía.
Fue hecho prisionero el 9 de septiembre de 1813, y el 6 de noviembre de 1813 Napoleón, como recompensa por su buena defensa de San Sebastián, le nombró general de división y le elevó al grado de gran oficial de la Legión de Honor el 19 de noviembre siguiente.
A su regreso a Francia en mayo de 1814, Luis XVIII le confirmó el grado de general de división y le nombró caballero de San Luis el 19 de julio de 1814. El 1 de septiembre de 1814, pasó a la situación de inactivo.
Durante los Cien Días, es nombrado gobernador de Valenciennes el 30 de abril de 1815 y defiende la ciudad con el mismo ímpetu que San Sebastián. Se retiró el 9 de septiembre de 1815.
Reincorporado al servicio activo tras la Revolución de Julio, fue nombrado miembro de la comisión de antiguos oficiales el 11 de noviembre de 1830. El 7 de febrero de 1831, fue incluido en el Estado Mayor del ejército, y el 30 de abril fue puesto en libertad. Finalmente fue admitido a retiro el 1 de octubre de 1833. 
Falleció en París en 1846 y fue enterrado en la iglesia de Bazoches-les-Hautes. Su nombre es uno de los 660 inscritos en el Arco de Triunfo de París.